# Aleksandr Własow (1902–1941)
Aleksandr Iosifowicz Własow (ros. Александр Иосифович Власов, ur. 1902, zm. 1941) – radziecki polityk, członek KC KP(b)U (1938-1941).
Od 1925 w RKP(b)/WKP(b), 1938 I sekretarz rejonowego komitetu KP(b)U w Charkowie, od maja 1938 do śmierci I sekretarz Komitetu Obwodowego KP(b)U w Kamieńcu Podolskim, od 18 czerwca 1938 do śmierci członek KC KP(b)U. 7 lutego 1939 odznaczony Orderem Lenina. Zginął po ataku Niemiec na ZSRR.